# Роговий Василь Васильович
Василь Васильович Роговий (2 березня 1953 , Мирівка, Київська область ) — український політик, міністр економіки України (1998–1999, 2000–2001), віце-прем'єр-міністр України (2001-2002).

## Біографія
Народився 2 березня 1953 року в с. Мирівка Кагарлицького райогу Київської області в родині Василя Логвиновича (1926 р.н.) та Зінаїди Іванівни (1926 р.н.) Рогових. 
У 1974 закінчив Київський університет народного господарства, факультет економіки праці, економіст. Кандидат економічних наук. Автор понад 20 наукових праць.

### Трудова діяльність
З 1974 року працював інженером-економістом Київського виробничого об'єднання ім. Артема, проходив військову службу.
В 1980-х роках працював в Інституті економіки Академії наук України.
- 1988–1994 — робота в апараті Кабінеті Міністрів України.

- 1994–1998 — перший заступник Міністра економіки України[2].

- 24 квітня 1998 — 31 грудня 1999 — 9-й Міністр економіки України[3].

- 2000 — перший заступник Глави Адміністрації Президента України.

- 9 серпня 2000 — 25 червня 2001 — 11-й Міністр економіки України.

- 25 червня 2001– 26 листопада 2002 — віце-прем'єр-міністр України[4].

- 2003–2004 — Радник Президента України, Уповноважений України з питань Співдружності Незалежних Держав.

- 2004–2005 — заступник Секретаря, 2005–2007 — заступник Секретаря з питань економічної, соціальної та екологічної безпеки Ради національної безпеки і оборони України.

Нагороджений орденами «За заслуги» III (серпень 1998), II (серпень 2006) ступенів, орденом Данила Галицького (лютий 2008). Заслужений економіст України (з лютого 2003).
Державний службовець 1-го рангу (з жовтня 1994).